# Donja Lovnica
Donja Lovnica ist ein Ort im nördlichen Zentralbosnien. Das Dorf ist ein Ortsteil der bosnischen Verbandsgemeinde Zavidovići und befindet sich südlich des Stadtzentrums in einem rechten Seitental der Bosna.

## Verkehrslage
Der Ort liegt an der R466, welche unterhalb von Donja Lovnica in die R465 mündet.

## Sonstiges
Unweit von Donja Lovnica befindet sich ein Einkaufszentrum der Stadt Zavidovići.